# Buster (banda sonora)
Buster: The Original Motion Picture Soundtrack es una banda sonora de la película británica de 1988 Buster El álbum es esencialmente una colección de canciones, entre ellas se encuentran dos de Phil Collins, las cuales se grabaron para la película, en la que actuó. "Two Hearts", fue escrita principalmente para el film y "A Groovy Kind of Love" que fue una versión de la versión grabada por The Mindmembers en 1965, logrando el #2 en la lista de sencillos británica. Ambas fueron publicadas como sencillos y Phil encabezó el Billboard Hot 100 con "A Groovy Kind of Love", también alcanzó el #1 en el Reino Unido. Otras nuevas canciones se incluyen: "Big Noins" de Collins, y la de The Four Tops "Loco in Acapulco", coescrita por Collins.
"Two Hearts" y "A Groovy Kind of Love" no fueron publicadas en un álbum solista de Phil Collins hasta 1998 con "...Hits; pero versiones en vivo aparecen en el álbum Serious Hits... Live! de 1990.

## Lista de canciones

### CD
1. "Two Hearts" - Phil Collins
2. "Gardening by the Book"† / "Just One Look" - The Hollies
3. "...And I Love Her"† / "Big Noise" - Phil Collins
4. "The Robbery" - Anne Dudley
5. "I Got You Babe" - Sonny & Cher
6. "Keep on Running" - The Spencer Davis Group
7. "Alone in Acapulco"† / "Loco in Acapulco" - The Four Tops
8. "How Do You Do It?" - Gerry and The Pacemakers
9. "Thoughts of Home"† / "I Just Don't Know What to Do with Myself" - Dusty Springfield
10. "The Good Life"† / "Sweets for My Sweet" - The Searchers
11. "Will You Still Be Waiting?" - Anne Dudley
12. "A Groovy Kind of Love" - Phil Collins

† Las cinco pistas están precedidas por la música incidental interpretada por la Orquesta de Cine de Londres y escrito por Anne Dudley.

### LP
Lado A
1. "Two Hearts" - Phil Collins
2. "Just One Look" - The Hollies
3. "Big Noise" - Phil Collins
4. "The Robbery" - Anne Dudley
5. "I Got You Babe" - Sonny & Cher

Lado B
1. Keep on Running - The Spencer Davis Group
2. "Loco in Acapulco" - The Four Tops
3. "How Do You Do It?" - Gerry & The Pacemakers
4. "I Just Don't Know What to Do with Myself" - Dusty Springfield
5. "Sweets for My Sweet" - The Searchers
6. "Will You Still Be Waiting" - Anne Dudley
7. "A Groovy Kind of Love" - Phil Collins

## Posicionamiento
Álbum
| Año  | Lista             | Posición |
| ---- | ----------------- | -------- |
| 1989 | The Billboard 200 | 54       |

Sencillos
| Año  | Sencillo                | Artista      | Lista             | Posición |
| ---- | ----------------------- | ------------ | ----------------- | -------- |
| 1988 | "A Groovy Kind of Love" | Phil Collins | Billboard Hot 100 | 1        |
| 1989 | "Two Hearts"            | Phil Collins | Billboard Hot 100 | 1        |